# NGC 4273
NGC 4273 est une galaxie spirale barrée située dans la constellation de la Vierge. NGC 4273 a été découverte par l'astronome germano-britannique William Herschel en 1786.

## Caractéristiques
La classe de luminosité de NGC 4273 est III et elle présente une large raie HI. Elle renferme également des régions d'hydrogène ionisé.

### Distance
Sa vitesse par rapport au fond diffus cosmologique est de 2 727 ± 24 km/s, ce qui correspond à une distance de Hubble de 40,2 ± 2,8 Mpc (∼131 millions d'al).
À ce jour, une vingtaine de mesures non basées sur le décalage vers le rouge (redshift) donnent une distance de 29,040 ± 6,417 Mpc (∼94,7 millions d'al), ce qui est à l'extérieur des valeurs de la distance de Hubble. Notons cependant que c'est avec la valeur moyenne des mesures indépendantes, lorsqu'elles existent, que la base de données NASA/IPAC calcule le diamètre d'une galaxie et qu'en conséquence le diamètre de NGC 4273 pourrait être d'environ 29,3 kpc (∼95 600 al) si on utilisait la distance de Hubble pour le calculer.

### Luminosité dans l'infrarouge
La luminosité de la galaxie NGC 4273 dans l'infrarouge lointain (de 40 à 400 µm)  est égale à 6,31 × 109 {\displaystyle L_{\odot }} (109,80{\displaystyle L_{\odot }}) et sa luminosité totale dans l'infrarouge (de 8 à 1 000 µm) est de 8,51 × 109 {\displaystyle L_{\odot }} (109,93{\displaystyle L_{\odot }}).

## Paire de galaxies
Selon Vaucouleur et Corwin, NGC 4273 et NGC 4277 forment une paire de galaxies.

## Supernova
Deux supernovas ont été découvertes dans NGC 4273 : SN 1936A et SN 2008N.

### SN 1936A
Cette supernova a été découverte le 2 janvier 1936 par Edwin Hubble. Cette supernova était de type II.

### SN 2008N
Cette supernova a été découverte le 23 décembre 2008 par  D. Winslow, W. Li, et A. V. Filippenko dans le cadre du programme LOSS (Lick Observatory Supernova Search) de l'observatoire Lick. Cette supernova était de type II.

## Groupe de NGC 4235, de M60 et l'amas de la Vierge
Selon A.M. Garcia, NGC 4273 est une des galaxies du groupe de NGC 4235. Ce groupe de galaxies comprend au moins 29 membres, dont 18 apparaissent au New General Catalogue et 4 à l'Index Catalogue.
D'autre part, la galaxie NGC 4273 apparait aussi dans une liste de 227 galaxies d'un article publié par Abraham Mahtessian en 1998. Cette liste comporte plus de 200 galaxies du New General Catalogue et une quinzaine de galaxies de l'Index Catalogue. On retrouve dans cette liste 11 galaxies du Catalogue de Messier, soit M49, M58, M60, M61, M84, M85, M87, M88, M91, M99 et M100.
Toutes les galaxies de la liste de Mahtessian ne constituent pas réellement un groupe de galaxies. Ce sont plutôt plusieurs groupes de galaxies qui font tous partie d'un amas galactique, l'amas de la Vierge. Pour éviter la confusion avec l'amas de la Vierge, on peut donner le nom de groupe de M60 à cet ensemble de galaxies, car c'est l'une des plus brillantes de la liste. L'amas de la Vierge est en effet beaucoup plus vaste et compterait environ 1300 galaxies, et possiblement plus de 2000, situées au cœur du superamas de la Vierge, dont fait partie le Groupe local,.
De nombreuses galaxies de la liste de Mahtessian se retrouvent dans onze groupes décrits dans l'article d'A.M. Garcia, soit le groupe de NGC 4123 (7 galaxies), le groupe de NGC 4261 (13 galaxies), le groupe de NGC 4235 (29 galaxies), le groupe de M88 (13 galaxies, M88 = NGC 4501), le groupe de NGC 4461 (9 galaxies), le groupe de M61 (32 galaxies, M61 = NGC 4303), le groupe de NGC 4442 (13 galaxies), le groupe de M87 (96 galaxies, M87 = NGC 4486), le groupe de M49 (127 galaxies, M49 = NGC 4472), le groupe de NGC 4535 (14 galaxies) et le groupe de NGC 4753 (15 galaxies). Ces onze groupes font partie de l'amas de la Vierge et ils renferment 396 galaxies. Certaines galaxies de la liste de Mahtessian ne figurent cependant dans aucun des groupes de Garcia et vice versa.